# نقاط الخبرة

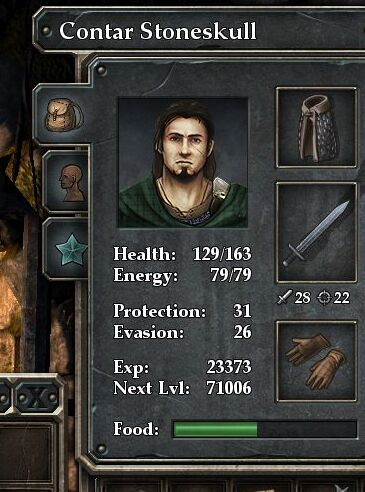
شخصية في لعبة فيديو لعب الأدوار Legend of Grimrock يملك اللاعب 23373 نقطة خبرة: يحتاج إلى 71006 نقطة خبر للوصول إلى المستوى التالي.

في ألعاب الفيديو، نقاط الخبرة (XP) هي وحدة حسابية تستخدم لقياس تقدم اللاعب في اللعبة. يمكن للاعبين كسب نقاط الخبرة عن طريق إكمال المهام أو التغلب على الأعداء أو اكتشاف مناطق جديدة.
تستخدم نقاط الخبرة لرفع مستوى اللاعب، مما يمنح اللاعب قدرات جديدة وتحسينات في الإحصائيات. يمكن أيضًا استخدام نقاط الخبرة لفتح عناصر أو قدرات جديدة.

## أنواع نقاط الخبرة
هناك العديد من أنواع نقاط الخبرة المختلفة المستخدمة في ألعاب الفيديو. بعض أنواع نقاط الخبرة الشائعة تشمل:
- نقاط الخبرة العامة: يمكن استخدام نقاط الخبرة العامة لرفع مستوى اللاعب عمومًا.
- نقاط الخبرة المتخصصة: يمكن استخدام نقاط الخبرة المتخصصة لرفع مستوى مهارات أو قدرات معينة.
- نقاط الخبرة الجماعية: يمكن للاعبين كسب نقاط الخبرة الجماعية معًا، والتي يمكن استخدامها لرفع مستوى جميع اللاعبين في الفريق.

## كيفية كسب نقاط الخبرة
هناك العديد من الطرق لكسب نقاط الخبرة في ألعاب الفيديو. بعض الطرق الشائعة لكسب نقاط الخبرة تشمل:
- إكمال المهام: عادةً ما تمنح المهام اللاعب نقاط خبرة مقابل إكمالها.
- التغلب على الأعداء: عادةً ما تمنح الأعداء اللاعب نقاط خبرة مقابل التغلب عليهم.
- اكتشاف مناطق جديدة: عادةً ما تمنح المناطق الجديدة اللاعب نقاط خبرة مقابل اكتشافها.

## فوائد نقاط الخبرة
لنقاط الخبرة العديد من الفوائد في ألعاب الفيديو. بعض فوائد نقاط الخبرة تشمل:
- تحسين إحصائيات اللاعب: يمكن لنقاط الخبرة تحسين إحصائيات اللاعب، مثل الصحة والهجوم والدفاع.
- فتح عناصر جديدة: يمكن لنقاط الخبرة فتح عناصر جديدة، مثل الأسلحة والدروع والقدرات.
- رفع مستوى اللاعب: يمكن لنقاط الخبرة رفع مستوى اللاعب، مما يمنح اللاعب قدرات جديدة وتحسينات في الإحصائيات.

## روابط خارجية
{{قائمة بسيطة|